# Easy (песня Commodores)
«Easy» — хит-сингл с пятого альбома группы Commodores. Увидев свет в марте 1977 года, сингл попал на первое место в чарте Billboard R&B и на четвёртое место в чарте Billboard Hot 100. Успех «Easy» проложил путь другим схожим хитовым балладам, сочиненным Ричи.
Песня представляет собой медленную балладу с заметным влиянием кантри. Выражает чувства мужчины, который расстаётся с девушкой. Вместо подавленности от разрыва он утверждает, что ощущает «лёгкость, как воскресное утро» — что-то, что Ричи описывал как вызывающее в памяти «маленькие южные городки, вымирающие в 11:30 вечера», как его родной Таскиги в Алабаме.

## Версия группы Faith No More
Изначально Faith No More исполняли эту песню на своих концертах во время турне в поддержку альбома The Real Thing. Затем песня была записана для би-сайда во время сессий звукозаписи альбома Angel Dust. Главное отличие кавера от оригинала — в нём опущен второй куплет.
Когда песня была выпущена синглом, она стала одним из самых главных хитов группы. В некоторых частях мира эта песня до сих пор остается самым известным хитом Faith No More. Сингл является самым успешным хитом группы в Великобритании, добравшись до 3-го места в чартах; вторым хитом, который добрался до первого места в чартах Австралии; последними синглом попавшим в американский чарт Billboard Hot 100 (58-е место). Также сингл был успешен во многих других странах.

### Чарты
| Чарт                    | Высшая позиция |
| ----------------------- | -------------- |
| Australia ARIA Charts   | 1              |
| Norwegian Singles Chart | 2              |
| UK Singles Chart        | 3              |
| Swiss Single Charts     | 9              |
| Dutch Top 40            | 10             |
| Irish Singles Chart     | 10             |
| Swedish Single Charts   | 11             |
| U.S. Billboard Hot 100  | 58             |